# Анхель Лопес, Кевин
Кевин Мигель Анхель Лопес (исп. Kevin Miguel Ángel López; род. 28 декабря 2001, Кордова) — аргентинский футболист, полузащитник клуба «Дефенса и Хустисия».

## Клубная карьера
Лопес — воспитанник клубов «Бельграно» и «Кильмес». 20 февраля 2022 года в матче против «Индепендьенте Ривадавия» он дебютировал в Примера B Насьональ в составе последнего. 8 мая в поединке против «Атлетико Рафаэла» Кевин забил свой первый гол за «Кильмес». В начале 2023 года Лопес перешёл в «Индепендьенте». 5 февраля в матче против «Платенсе» он дебютировал в аргентинской Примере.
В начале 2024 года Лопес был арендован «Дефенса и Хустисия». 28 января в матче против «Годой-Крус» он дебютировал за новый клуб.